# برندا مارشال
برندا مارشال (انگلیسی: Brenda Marshall؛ ۲۹ سپتامبر ۱۹۱۵ – ۳۰ ژوئیهٔ ۱۹۹۲) یک هنرپیشه اهل ایالات متحده آمریکا بود. وی بین سال‌های ۱۹۳۹ تا ۱۹۵۰ میلادی فعالیت می‌کرد.